# Kamel Habri
Kamel Habri, né le 5 mars 1976 à Tlemcen, est un footballeur international algérien, évoluant au poste de défenseur central.
Il compte 12 sélections en équipe nationale entre 1997 et 1998.

## Biographie
Habri connaît sa première sélection en équipe nationale A d'Algérie en 1998. Il est sélectionné lors de la CAN 1998. Ce stoppeur robuste, a commencé sa carrière au WA Tlemcen, avant d'évoluer à la JSM Bejaïa, puis signe à la JS Kabylie en juin 2003, avec qui il devient champion d'Algérie en 2004.

## Carrière
- 1994-2000 : WA Tlemcen  Algérie
- 2000-2003 : JSM Bejaïa  Algérie
- 2003-2006 : JS Kabylie  Algérie
- 2006-2007 : JSM Bejaïa  Algérie
- 2007-2011 : WA Tlemcen  Algérie

## Palmarès
- Champion d'Algérie en 2004 et 2006 avec la JS Kabylie.
- Vice-champion d'Algérie en 2005 avec la JS Kabylie.
- Vainqueur de la coupe d'Algérie en 1998 avec le WA Tlemcen.
- Finaliste de la coupe d'Algérie en 2004 avec la JS Kabylie.
- Champion d'Arabe en 1998 avec le WA Tlemcen.